# Ivano-Frankove
Ivano-Frankove (ukrainien : Івано-Франкове) est une commune urbaine de l'oblast de Lviv, en Ukraine. Elle compte 6 419 habitants en 2021.